# 3-［(4-硝基苯基)氨甲酰氨基］丙酸
3-[(4-硝基苯基)氨甲酰氨基]丙酸（Suosan）是一种脲类人造甜味剂，其甜度约为蔗糖的700倍。1948年由皮特森（Peterson）与缪勒（Müller）合成。